# Therese Paulmann
Therese Paulmann (* 1838; † 1908) war eine deutsche Theaterschauspielerin.

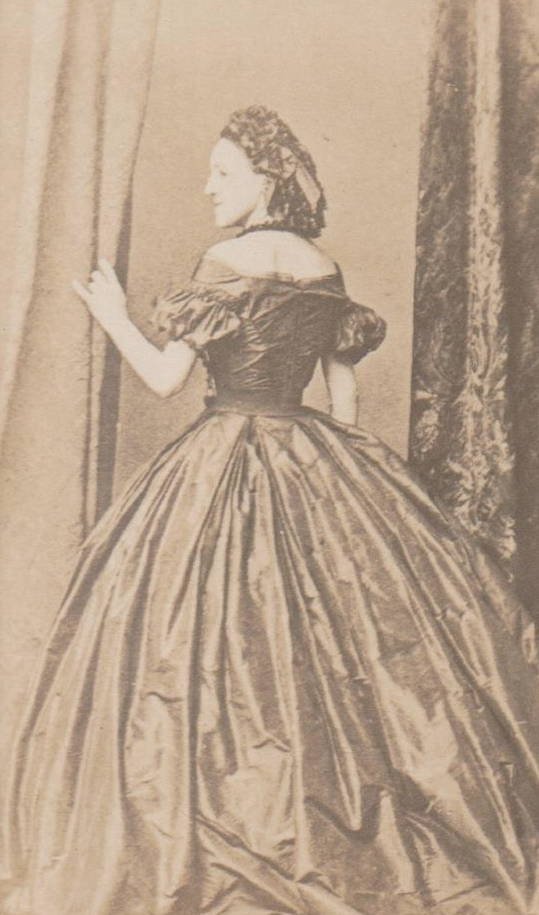
Therese Paulmann

## Leben
Die Tochter des Schauspielerehepaars Julius Paulmann und der Hulda Emilie Klotz begann in Kinderrollen am Burgtheater, wurde auch in jugendlichen Mädchenrollen verwendet und ging 1860 nach Deutschland ins Engagement. Dort war sie an verschiedenen Bühnen tätig und ging Mitte der 1880er Jahre ins ältere Fach über. Sie fand namentlich als komische Alte in Operetten Verwendung.
Ihre Schwester war Leontine Paulmann, ihr Schwager war Roderich Benedix, ihr Onkel August Paulmann (1827–1885) und ihr Großvater Carl Ludwig Paulmann.